# Јагелонска ера
Јагелонска ера, или историја Пољске (1385—1569), представља раздобље пољске историје у коме је успостављена унија Пољске и Литваније (види: Пољско-литванска унија) под династијом Јагеловића. Династију је основао велики кнез Литваније Владислав II Јагеловић. Унија је била корисна и за Пољаке и за Литванце, а тако створена држава представљала је једну од најмоћнијих сила Европе током три века.

## Пољско-литванска унија
Велика кнежевина Литванија представљала је задњу паганску државу у Европи. У Пољској се окончала ера династије Пјастовића. Литванија је крајем XIV века представљала огромну политичку целину, која је доминирала великим деловима данашње Украјине и Белорусије. Пољска и Литванија су имале заједничког непријатеља, а то су били Тевтонски витезови. То је био директан разлог формирања уније из Кревна 1385. По том споразуму пољска краљица Јадвига Пољска удаје се за великог кнеза Литваније Владислава II Јагеловића, који тиме постаје и краљ Пољске. Ствара се унија Пољске и Литваније (види: Пољско-литванска унија). Владислав II Јагеловић се том приликом покрстио у име свог народа. Бискупија у Вилну успоставља се 1387. са циљем покатоличења Литванаца. Један део Литваније је био православан. С војне тачке гледишта Пољска добија заштиту од Монгола и Татара, док Литванија добија пољску помоћ у борби против Тевтонских витезова.
Пољска и Литванија задржавају заједничку државност преко 400 година, а током прва три века уније две нације представљали су једну од водећих сила Европе.
Прва корист од уније показује се у Пољско-литванско-тевтонском рату. Заједничким снагама Пољска и Литванија су 1410. победили Тевтонске витезове у бици код Гринвалда. Дотад су Тевтонски витезови ширили своје територије, а од тада почиње њихов лагани пад. нова пољско-литванска династија Јагеловића наставила је да шири територије следећих декада. До краја XV века Јагеловићи су поред Пољске и Литваније владали и у Бохемији и Мађарској. Тиме су успоставили власт у Централној и готово читавој Источној Европи. Отоманска империја је победом код Мохача 1526. дошла у посед највећег дела Мађарске, а Јагеловићи престају владати Мађарском и Чешком. Турци су од тога времена постали претећа опасност у срцу Европе.

## Златно доба XVI века

### Пољско-литванска унија као европска сила
Јагеловићи никад после тога нису повратили хегемонију у централној Европи. Али у Пољској је XVI век обележен као златно доба.
Тевтонски витезови су се свели на вазале. Иако су постаојале турске претње, а Русија се уздизала као велика сила, Пољско-литванска унија је одбранила свој статус једне од највећих и најистакнутијих држава Европе. Ратовима и дипломатијом браниле су се границе и унутрашњи мир, који је омогућавао стабилан развој Уније. Мир из 1533. са Турцима смањио је, али није уклонио опасност инвазије.
Пољско-литванска унија је највише просперирала од извоза пољопривредних производа. Због раста становништва западне Европе порасла је тражња за храном. Пољска и Литванија постале су главни европски снабдевач житом. Жито се највише транспортовало преко луке Гдањск. Трговина житом погодовала је земљопоседничком племству, које је од тога много зарађивало. Осим тога очувала се сеоска економија и друштво, у доба када у Западној Европи почињу кретања према урбанизацији и капитализму.

### Влада Пољско-литванске уније
Док се у западној Европи концентрисала моћ у рукама европских краљева, Пољска и Литванија су развиле децентрализиран систем земљопоседничке арисократије, која је надзирала краљевску власт. Пољско племство (шљахта) имало је велике привилегије при поседовању земље и контроли сељака. Не само да су били господари живота и смрти сељака, него сељаци нису смели да напусте село без дозволе земљопоседника. Шлахта је чинила 7 до 10% становништва, што је представљало јако бројно племство по европским стандардима. Племство је било јако солидарно као група, упркос међусобним разликама. Временом су успели да натерају краља на читав низ концесија. Племићка скупштина или Сејм добио је одлучујућу контролу над многим областима живота, укључујући законодавну функцију.
Сејм је 1505. донео закон по коме се не може донети ниједан нови закон без потврде племства. Краљ је био принуђен да то прихвати. Одлуке у Сејму доносиле су се једногласним консензусом. Племство је поседовало и кључно право да изабире краља, иако су Јагеловићи били увек бирани, као да су наследна династија. У ствари Јагеловићи су морали племству давати све више привилегија, да би њихови синови били бирани за краља. Те привилегије су битно смањиле краљевску моћ. Краљ Сигисмунд II Јагеловић је био задњи Јагеловић.
Деликатни систем владања је дуго био одржаван, а његов распад допринео је губитку независности у XVIII веку. 

### Доба реформације
Либерални аспект Јагелонске Пољске огледао се у великој верској толеранцији. Толеранција се одржавала чак у доба преврата, ратова и током раздобља реформације. Период реформације у Пољској почиње између 1523. и 1526. Појављују се калвинистичке, лутеранске и хуситске групе, које је католичка црква у почетку жестоко прогонила. Сејм је 1552. поништио грађанско извршење црквених пресуда за јерес. Током следећих 130 година Пољска је остала католичка земља, али није кажњавала друге вере, а представљала је и уточиште многима из других делова Европе.
Основни разлог таквом понашању лежао је у значајној етничкој и религиозној мешавини, која је постаојала у Пољско-литванској унији. После 1550—их Пољска добија највећу концентрацију Јевреја на свету. Било их је 1582. око 150.000. Под Јагеловићима Јевреји су имали много мање ограничења него у осталим земљама Европе, а у Пољској су многи постали велики трговци или управници племићких имања.

### Пољска ренесанса
У 16. веку десио се процват пољске културе. Пољско-литванска унија је добила велику уметничку инспирацију од Италије, са којом су Јагеловићи гајили присне односе. Стилови и укуси карактеристични за касну ренесансу увозе се из италијанских државица. Ти утицаји су преживели у чувеној архитектури Кракова, који је био у то доба престолница, све до 1611, када Варшава постаје главни град. Универзитет у Кракову је постао међународно познат, а његов ученик Никола Коперник је 1543. направио револуцију у астрономији.

### Источна подручја краљевства
Становништво Пољско-литванске уније није било већински пољско или католичко. У Литванији је било јако мало Пољака. Оно мало Пољака припадало је земљопоседничком племству (шлахти). Племство Литваније, које није било пољско, прихватало је пољски језик и културу. Као резултат свега тога у источним деловима царства пољско или полонизирано племство владало је сељаштвом, које је углавном било православно. Пошто је сељаштво било углавном православно, а међу њима готово није било сељака Пољака, против пољског или полонизираног племства појављују се огорчења. Долази до литванских, бјелоруских и украјинских националистичких покрета.
Претња Пољско-литванској унији појавила се у облику све јаче Русије, која се почиње такмичити за утицај на словенским територијама на граници са Русијом. Друга велика опасност је био крај династије Јагеловића. Сигисмунд II Август (1548—1572) није имао мушких наследника. Јагеловићи су били дотад веза која је држала Пољску и Литванију на окупу у персоналној унији. Везе се ојачавају Лублинском унијом 1569, по којој се ствара Државна заједница Пољске и Литваније.